# كارولين مارينا فان فليت
كارولين مارينا فان فليت (1929-2016) كانت عالمة فيزياء هولندية أمريكية مشهورة بنظرية ضوضاء إعادة التركيب بين الأجيال وبنظرية النقل الكمي في الميكانيكا الإحصائية، بالإضافة إلى مساهماتها العديدة في أسس الخطية نظرية الاستجابة. كانت زميلة الجمعية الفيزيائية الأمريكية  ومعهد مهندسي الكهرباء والإلكترونيات.

## روابط خارجية
- فان فليت بيو
- منشورات فان فليت العلمية نسخة محفوظة 5 أغسطس 2012 at Archive.is
- علم الأنساب الأكاديمي لفان فليت